# 奄美双盖蕨
奄美双盖蕨（学名：Diplazium amamianum）也称奄美短肠蕨，为蹄盖蕨科双盖蕨属下的一个种。因模式标本采自日本奄美大岛而得名。